# فيليب (دوق بارما)
فيليب، دوق بارما (بالإسبانية: Felipe I de Parma)‏ (15 مارس 1720 - 18 يوليو 1768)؛ إنفانتي إسبانيا بالميلاد، ودوق بارما وبياتشنزا منذ 1748 حتى وفاته، وهو مؤسس فرع آل بوربون-بارما.

## السيرة الذاتية
ولد فيليب في قصر ألكازار الملكي بـ مدريد، بحيث أنه الابن الثالث لـ فيليب الخامس ملك إسبانيا وزوجته الثانية إليزابيث فارنيزي من بارما
نشأ فيليب في مدريد، اظهر فيليب اهتماماً بالفن أكثر من السياسة، وكما كان كونت تشينتشون الثاني عشر وغراندي إسبانيا (لقب إرستقراطي "يعتبر أعلى ألقاب النبلاء")، حصل على هذه ألقاب بعد عزل كونت تشينتون الحادي عشر خوسيه سفورزا-سيرازيني دوق كانزانو، هو لقب تنازل عنه لاحقاً لصالح شقيقه الأصغر لويس في 1754.
كانت والدته من عائلة فارنيزي التي كانت تحكم دوقية بارما وبياتشنزا وغاستالا لأجيال عديدة، كانت بين 1731 حتى 1736 تحت حكم شقيقه الأكبر كارلو (لاحقاً ملك إسبانيا)، ولكن تم تبادلها مع النمسا مقابل حصوله على مملكة نابولي وصقلية بعد حرب الخلافة البولندية، وبعد اثنى عشرة سنة وبموجب معاهدة إيه لاشابيل في 1748 خسرت النمسا الدوقية، وأصبح فيليب دوق بارما، مؤسساً بذلك أسرة بوربون-بارما.
من خلال ما نصت عليه معاهدة فرساي بين النمسا وفرنسا، كان من المفترض أن يصبح فيليب ملك لجنوب هولندا - في الصفقة من ممكن أن تحتل القوات الفرنسية المدن الرئيسية في المنطقة - إلا أن هذه النصوص تم رفضها بموجب معاهدة فرساي الثالثة وأيضا من فيليب نفسه.
بسبب الحروب السابقة القريبة دُمرت دوقية بارما، بذلك تمكن فيليب من تعيين الفرنسي المؤهل غيوم دو تيوت كوزير لإستعادة الاقتصاد المنهار، ومع ذلك كان فيليب حاكماً مستنيراً بحيث قام بتحفيز للتعليم والفلسفة، وجذب العديد شخصيات هامة منهم إيتين بونوت دي كوندياك.

## الزواج والذرية
تزوج فيليب في ألكالا دي إيناريس في 25 أكتوبر 1739 من ابنة عمه لويز-إليزابيث ابنة لويس الخامس عشر ملك فرنسا وماريا البولندية؛ وأنجبت له ابنتين وابن واحداً:-
- إيزابيلا لويزا أنطونيا فيرناندا جيوزيبينا سافيريا دومينيكا جيوفانا (31 ديسمبر 1741 - 27 نوفمبر 1763)؛ تزوجت من الأرشيدوق يوزف النمساوي (لاحقاً إمبراطور روماني مقدس) هو شقيق الملكة ماريا أنطوانيت؛ انجبت له ابنتين توفوا صغار.
- فرديناندو ماريا فيليبو لودوفيكو سيباستيانو فرانشيسكو جياكومو (20 يناير 1751 - 9 أكتوبر 1802)؛ خليفة والده بعد وفاته في 1765، تزوج من شقيقة صهره الأرشيدوقة ماريا آماليا النمساوية؛ انجبت له الأبناء.
- لويزا ماريا تيريزا آنا (9 ديسمبر 1751 - 2 يناير 1819)؛ كانت ملكة إسبانيا القرينة من خلال زواجها بابن عمها كارلوس الرابع؛ لهم أبناء.

لم يكن زواجهما سعيد، توفيت الدوقة في 1759 من الجدري عن العمر يناهز ال32، في حين توفي هو بشكل غير متوقع في 18 يوليو 1765 بـ ألساندريا بـ مملكة سردينيا بعد أن رافق ابنته الصغرى في طريقها إلى جنوة لإبحار نحو إسبانيا لزواج من إنفانتي كارلوس، وخلفه ابنه الوحيد فرديناندو حتى وفاته في 1802 بحيث فقد العائلة الدوقية مرة أُخرى لصالح فرنسا النابليونية، هذه المرة لم تستطيع العائلة استرجاع الدوقية إلا بعد خمسة والأربعين سنة بعد فقدتها لصالح فرنسا ثم للنمسا بعد 1815، ومن خلال ابنته الصغرى هو سليل ملوك بوربون في إسبانيا، وأيضا ملوك البرتغال وأباطرة البرازيل وأيضا ملوك بوربون في الصقليتين، وأسرة أورليان، في حين من خلال ابنه الوحيد هو سليل دوقات بارما ودوقات لوكسمبورغ الكبار وأيضا ملوك ساكسونيا وبلغاريا.